# ノリで行こう!!
『ノリで行こう!!』（ノリでいこう!!）は、中京テレビ、テレビ大阪、テレビ新潟、福岡放送とKYORAKU吉本.ホールディングス（吉本興業とKYORAKUが共同で設立した会社）が共同制作していたバラエティ番組。

## 概要
『地元応援バラエティ このへん!!トラベラー』の後継番組としてスタートしたロケバラエティ番組で、前番組と同様、企画ネット番組である。前番組と同様、街に繰り出すロケが主体となるが、本番組は「ご褒美」を賭けてパチンコ勝負を行う企画もある。

## 名古屋版（CTVバージョン）
2012年10月2日から、2015年9月30日まで中京テレビで放送。

### 放送局
- 中京テレビ：水曜 24時59分 - 25時29分

### 出演者
- 次長課長（河本準一・井上聡）
- 椿鬼奴
- 田中涼子
- BOYS AND MEN - 2014年4月～

### 住みます芸人
- いわし - 2014年4月～
- サムタイムズ（増田繁紀・井上彩輝） - ～2014年3月

### スタッフ
- 制作協力：吉本興業、ヴィステックエンタテインメント
- 製作著作：中京テレビ、KYORAKU吉本.ホールディングス

## 大阪版（TVOバージョン）
2012年10月2日から、2014年9月27日までテレビ大阪で放送。

### 放送局
- テレビ大阪：土曜 25時26分 - 25時56分
- 奈良テレビ：水曜 25時00分 - 25時30分
- テレビ和歌山：木曜 25時05分 - 25時35分
- びわ湖放送：日曜 25時30分 - 26時00分

### 出演者
- モンスターエンジン（西森洋一・大林健二）
- 小泉エリ
- 桜 稲垣早希

### 住みます芸人
- span! （水本健一・マコト）

## 新潟版（TeNYバージョン）
2013年5月2日から、2014年3月27日までテレビ新潟で放送。

### 放送局
- テレビ新潟：木曜 25時23分 - 25時53分

### 出演者
- はんにゃ（金田哲・川島章良）

### 住みます芸人
- バックスクリーン（星野和之・大谷哲也）

### 関連番組
2023年12月26日に特別番組「ノリで行こう!!新潟　はんにゃvsオリラジ!番組MC争奪ガチバトルSP」が放送され、後続番組「新潟アミューズメントバラエティー ナニすんのTV!!」
（2014年5月4日 - 2015年3月29日）でははんにゃとオリエンタルラジオの二組が月替わりに出演していた。その後、放送局を新潟総合テレビに変えた後継番組「ムズムズ!!トゥナイト」（2015年4月3日 - 2019年3月29日）でも同じく二組が月替わりに出演していた（2016年10月以降はオリラジは藤森のみ）。

## 福岡版（FBSバージョン）
2013年10月2日から、2014年3月26日まで福岡放送で放送。

### 放送局
- 福岡放送：水曜 25時40分 - 26時10分

### 出演者
- ケンドーコバヤシ
- フルーツポンチ（村上健志・亘健太郎） or 銀シャリ（鰻和弘・橋本直）

### 住みます芸人
- ぶんぶん丸（池田義之・山田直樹）

## スピンオフ動画
- エリと早希のノリトーク
- サムタイムズの1パチ1000円
- span!のぱちスロAKB48コンプリート大作戦